# Kurt Langendorf
Kurt Langendorf (* 11. September 1920 in Lörrach; † 2. Juli 2011 in Berlin) war ein deutscher Widerstandskämpfer, Wirtschaftswissenschaftler und Hochschullehrer, der sich auch in der Vereinigung der Verfolgten des Naziregimes – Bund der Antifaschistinnen und Antifaschisten (VVN-BdA) engagierte.

## Leben
Langendorf war der Sohn von Rudolf Langendorf und Anette Langendorf, die beide zu den Mitgründern der Kommunistischen Partei Deutschlands (KPD) in Südbaden gehörten. Nach der Machtübergabe an die NSDAP wurden seine Eltern in Schutzhaft genommen. Kurt konnte  das Abitur ablegen. 1940 wurde er zur Wehrmacht einberufen. Er erwog, sich dem zu entziehen und in die Schweiz zu gehen, wo seine Verwandten wohnten. Durch Freunde seiner Eltern wurde er jedoch davon überzeugt, seinen Militärdienst anzutreten. Während seiner Militärzeit beteiligte er sich am Widerstand gegen den Nationalsozialismus.
Als sein Vater am 15. September 1942 hingerichtet und seine Mutter in das KZ Ravensbrück gebracht wurde, kam er selbst als politisch Unzuverlässiger in eine Strafkompanie. Beim Versuch, zur Roten Armee überzulaufen, wurde er von einem Wehrmachtsoffizier schwer verwundet. Ende 1944 stand er nach weiterem Militärdienst vor dem Obersten Kriegsgericht.
Seine aus dem KZ Ravensbrück befreite Mutter traf er nach dem Ende des Zweiten Weltkrieges in Mannheim wieder. Diese wurde in Württemberg-Baden zunächst für die KPD Mitglied der Verfassunggebenden Landesversammlung und später des ersten Landtags und Stadträtin in Mannheim. Nach der Ablehnung seiner Studienbewerbung in Karlsruhe siedelte Kurt Langendorf in die Sowjetische Besatzungszone (SBZ) über und begann an der Friedrich-Schiller-Universität in Jena ein Studium der Physik und später der Wirtschaftswissenschaften.
Langendorf, der Mitglied der VVN sowie der SED wurde, arbeitete nach Beendigung des Studiums und der Gründung der Deutschen Demokratischen Republik mehrere Jahre an der Universität Jena als Dozent und Institutsdirektor. Nach einem zweijährigen Studienaufenthalt in der Volksrepublik China verteidigte er am 15. Mai 1959 erfolgreich seine Dissertation am Institut für Gesellschaftswissenschaften beim ZK der SED zum Thema Die sozialistische Umgestaltung der kapitalistischen Industrie in der Übergangsperiode zum Sozialismus in der Volksrepublik China.
Nach seiner Tätigkeit und der Habilitation an der Humboldt-Universität zu Berlin am 22. Juli 1965 mit einer Habilitationsschrift zum Thema Zur Theorie des Lohnes und der Lohnplanung im neuen ökonomischen System nahm er den Ruf als ordentlicher Professor an der Gewerkschaftshochschule „Fritz Heckert“ in Bernau bei Berlin an und wirkte dort über seine Emeritierung hinaus bis 1985.
Nach 1990 engagierte er sich im Stadtbezirk Berlin-Weißensee im Komitee der Antifaschistischen Widerstandskämpfer und wurde 2004 Vorsitzender der Berliner Vereinigung ehemaliger Teilnehmer am antifaschistischen Widerstand, Verfolgter des Naziregimes und Hinterbliebener (B.V. VdN). Nach dessen Zusammenschluss mit der VVN-BdA zum Landesverband Berlin wurde er gemeinsam mit Hans Coppi junior Vorsitzender des Landesverbandes der VVN-BdA Berlin, ehe er seit 2009 dessen Ehrenvorsitzender wurde.
Er wurde, wie auch seine Frau Gudrun (1934 – 2023), in der Gräberanlage für Opfer des Faschismus und Verfolgte des Naziregimes auf dem  Zentralfriedhof Friedrichsfelde bestattet.

## Veröffentlichungen
Langendorf verfasste mehrere Fachbücher wie zum Beispiel:
- in der Reihe Politische Ökonomie des Sozialismus,
- einen Fernstudienlehrgang an der Humboldt-Universität,
- die Einzelbände
  - Die sozialistischen Produktionsverhältnisse in der DDR (1966) und
  - Die planmäßige erweiterte sozialistische Reproduktion : Das in sich geschlossene System ökonomischer Hebel (1966).
- In der Wissenschaftlichen Zeitschrift der Humboldt-Universität zu Berlin (Gesellschafts- und sprachwissenschaftliche Reihe, 1964) erschien: Zur Theorie des sozialistischen Eigentums.
- Zu seinen weiteren Veröffentlichungen gehörte Gewerkschaften kontra Konvergenztheorie, 1969.